# 混合机

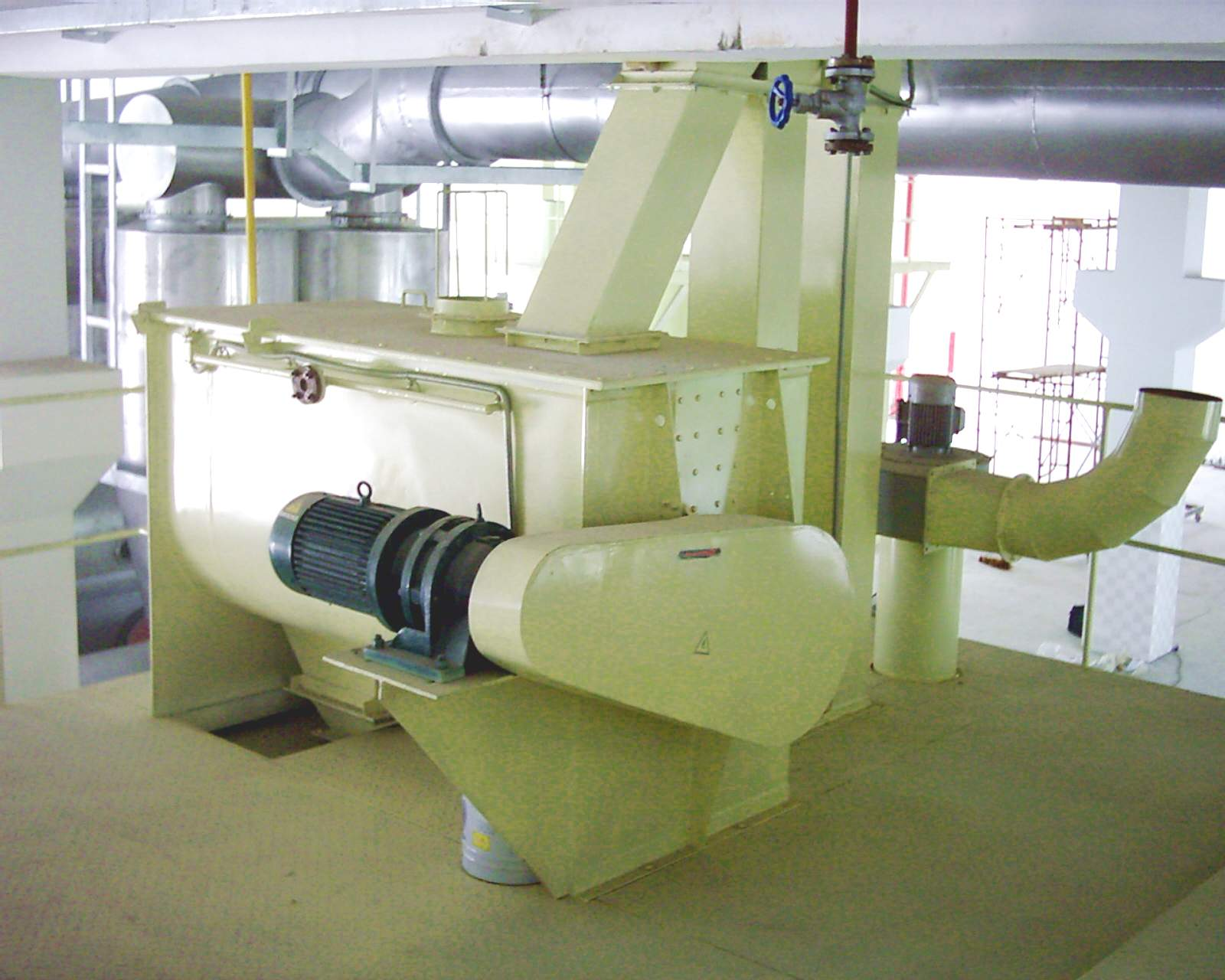
一台卧式混合机

饲料混合机在饲料厂中用于混合饲料原料和预混料。混合机在饲料生产过程中起着至关重要的作用，有效的混合是良好的饲料生产的关键。如果饲料没有得到适当的混合，当需要挤压和造粒饲料时，或者如果饲料要用作原浆时，成分和营养成分将无法适当分配。这意味着这种饲料不仅没有营养价值，而且对食用它的动物也不利。
饲料行业有许多不同类型的混合器，其中使用最广泛的是主要用于小型农场、由垂直的螺杆组成，材料由上而下逐步得到处理的立式搅拌机和由连接到水平转子的桨叶组成、能在更短时间内完成处理的卧式混合机。